# Masahito Ara
Pour les articles homonymes, voir Ara.
Masahito Ara (荒 正人), 1er janvier 1913 dans la préfecture de Fukushima - 9 juin 1979, est un théoricien de la littérature et critique littéraire japonais.
En 1946, Ara fonde avec Hideo Odagiri et Ken Hirano la revue Kindai bungaku (« Littérature moderne »), qui paraît jusqu'en 1964. En leur compagnie ainsi que celle d'auteurs comme Shūgo Honda, Shizuka Yamamuro, Yutaka Haniya et Kiichi Sasaki, il appartient à l'« école de la littérature moderne » (Kindai bungakuha). Contrairement à l'approche marxiste, il met l'individualité subjective des personnes au premier plan dans la littérature et, le premier au Japon, emploie les théories de Sigmund Freud dans la critique littéraire, en particulier dans sa critique des œuvres de Natsume Sōseki.
Fin connaisseur de la littérature anglaise, Ara traduit des œuvres de Nathaniel Hawthorne et Emily Brontë et compose des essais sur T. S. Eliot et James Joyce. Il enseignait à l'université Hōsei.

## Source de la traduction
- (de) Cet article est partiellement ou en totalité issu de l’article de Wikipédia en allemand intitulé « Ara Masahito » (voir la liste des auteurs).
- Notices d'autorité :   - VIAF
  - ISNI
  - IdRef
  - LCCN
  - GND
  - Japon
  - CiNii
  - WorldCat